# Helge Sandvik
Helge Valvatne Sandvik (Haugesund, 15 febbraio 1990) è un calciatore norvegese, portiere del Torvastad.

## Carriera

### Club
Sandvik ha cominciato la carriera nelle giovanili del Vard Haugesund, debuttando poi in prima squadra. Da agosto a dicembre 2011 ha giocato in prestito nell'Haugesund, senza collezionare alcuna presenza.
Ritornato al Vard Haugesund, nel campionato 2012 ha contribuito alla promozione del club in 1. divisjon. Il 7 aprile 2013 ha pertanto potuto esordire in questa divisione, schierato titolare nella sconfitta per 2-1 patita sul campo del Ranheim. La squadra è retrocessa in 2. divisjon al termine di quella stessa annata.
Il 28 maggio 2015, l'Aalesund ha reso noto di aver ingaggiato Sandvik con la formula del prestito fino al successivo 22 luglio, per sostituire l'infortunato Sten Grytebust. Il 7 giugno ha quindi debuttato nella massima divisione locale, subentrando al portiere titolare Andreas Lie nella vittoria per 2-1 sull'Haugesund. Al termine del periodo di prestito pattuito, Sandvik ha fatto ritorno al Vard Haugesund.
L'11 novembre 2015, è stato ufficializzato il suo ritorno all'Haugesund, a titolo definitivo: il portiere ha firmato un contratto biennale, valido a partire dal 1º gennaio 2016. Il 25 aprile 2016 ha giocato la prima partita con questa casacca, nel 3-1 inflitto allo Stabæk.
Il 4 maggio 2017, ha prolungato il contratto che lo legava al club fino al 31 dicembre 2019. Il 23 agosto 2019, l'Haugesund e Sandvik hanno rinnovato nuovamente il contratto, fino al 31 dicembre 2021. Il 10 novembre 2021 ha annunciato il proprio ritiro dal calcio professionistico, previsto per la fine della stagione.
Il 4 aprile 2022 è stato però reso noto che avrebbe giocato, a livello amatoriale, come difensore per il Torvastad.

## Statistiche

### Presenze e reti nei club
Statistiche aggiornate al 20 luglio 2022.
| Stagione              | Club                  | Campionato            | Campionato | Campionato | Coppe nazionali | Coppe nazionali | Coppe nazionali | Coppe continentali | Coppe continentali | Coppe continentali | Supercoppe | Supercoppe | Supercoppe | Totale | Totale |
| Stagione              | Club                  | Comp                  | Pres       | Reti       | Comp            | Pres            | Reti            | Comp               | Pres               | Reti               | Comp       | Pres       | Reti       | Pres   | Reti   |
| --------------------- | --------------------- | --------------------- | ---------- | ---------- | --------------- | --------------- | --------------- | ------------------ | ------------------ | ------------------ | ---------- | ---------- | ---------- | ------ | ------ |
| 2008                  | Vard Haugesund        | 2D                    | ?          | -?         | CN              | ?               | -?              | -                  | -                  | -                  | -          | -          | -          | ?      | -?     |
| 2009                  | Vard Haugesund        | 2D                    | ?          | -?         | CN              | ?               | -?              | -                  | -                  | -                  | -          | -          | -          | ?      | -?     |
| 2010                  | Vard Haugesund        | 2D                    | ?          | -?         | CN              | ?               | -?              | -                  | -                  | -                  | -          | -          | -          | ?      | -?     |
| gen.-ago. 2011        | Vard Haugesund        | 2D                    | ?          | -?         | CN              | ?               | -?              | -                  | -                  | -                  | -          | -          | -          | ?      | -?     |
| ago.-dic. 2011        | Haugesund             | ES                    | 0          | 0          | CN              | -               | -               | -                  | -                  | -                  | -          | -          | -          | 0      | 0      |
| 2012                  | Vard Haugesund        | 2D                    | 26         | -?         | CN              | 2               | -?              | -                  | -                  | -                  | -          | -          | -          | 28     | -?     |
| 2013                  | Vard Haugesund        | 1D                    | 14         | -24        | CN              | 3               | -5              | -                  | -                  | -                  | -          | -          | -          | 17     | -29    |
| 2014                  | Vard Haugesund        | 2D                    | 26         | -?         | CN              | 3               | -?              | -                  | -                  | -                  | -          | -          | -          | 29     | -?     |
| gen.-mag. 2015        | Vard Haugesund        | 2D                    | 5          | -?         | CN              | 2               | -?              | -                  | -                  | -                  | -          | -          | -          | 7      | -?     |
| mag.-lug. 2015        | Aalesund              | ES                    | 1          | -1         | CN              | 0               | 0               | -                  | -                  | -                  | -          | -          | -          | 1      | -1     |
| lug.-dic. 2015        | Vard Haugesund        | 2D                    | 14         | -?         | CN              | -               | -               | -                  | -                  | -                  | -          | -          | -          | 14     | -?     |
| Totale Vard Haugesund | Totale Vard Haugesund | Totale Vard Haugesund | 85+        | -?         |                 | 10+             | -?              |                    | -                  | -                  |            | -          | -          | 95+    | -?     |
| 2016                  | Haugesund             | ES                    | 7          | -8         | CN              | 3               | -4              | -                  | -                  | -                  | -          | -          | -          | 10     | -12    |
| 2017                  | Haugesund             | ES                    | 2          | -5         | CN              | 3               | -1              | UEL                | 2                  | 0                  | -          | -          | -          | 7      | -6     |
| 2018                  | Haugesund             | ES                    | 6          | -5         | CN              | 2               | -1              | -                  | -                  | -                  | -          | -          | -          | 8      | -6     |
| 2019                  | Haugesund             | ES                    | 28         | -33        | CN              | 5               | -2              | UEL                | 6                  | -4                 | -          | -          | -          | 39     | -39    |
| 2020                  | Haugesund             | ES                    | 28         | -48        | -               | -               | -               | -                  | -                  | -                  | -          | -          | -          | 28     | -48    |
| 2021                  | Haugesund             | ES                    | 0          | 0          | CN              | 0               | 0               | -                  | -                  | -                  | -          | -          | -          | 0      | 0      |
| Totale Haugesund      | Totale Haugesund      | Totale Haugesund      | 71         | -99        |                 | 13              | -8              |                    | 8                  | -4                 |            | -          | -          | 92     | -111   |
| 2022                  | Torvastad             | 5D                    | ?          | -?         | -               | -               | -               | -                  | -                  | -                  | -          | -          | -          | ?      | -?     |
| Totale                | Totale                | Totale                | 157+       | -?         |                 | 23+             | -?              |                    | 8                  | -4                 |            | -          | -          | 188+   | -?     |